# تا جایی که پاهایم توان رفتن دارد
تا جایی که پاهایم توان رفتن دارد (آلمانی: So weit die Füße tragen) فیلمی در ژانر درام و جنگی، به کارگردانی هاردی مارتینس است که به فرار یک اسیر جنگی جنگ جهانی دوم از گولاگی در سیبری در زمان اتحاد جماهیر سوسیالیستی شوروی و بازگشتش به آلمان می‌پردازد. این فیلم بر پایهُ رمانی از یوزف مارتین باور در سال ۲۰۰۱ میلادی ساخته شد. در این فیلم شخصیت اصلی داستان که به دست روس ها اسیر شده است اقدام به فرار می کند و سعی می کند از شرق روسیه پیاده به آلمان سفر کند که طی این سفر چندین ساله با خطرات بسیاری رو به رو می شود. همچنین دقایقی از فیلم در ایران نیز اتفاق می افتد.